# Zufre
Zufre – gmina w Hiszpanii, w prowincji Huelva, w Andaluzji, o powierzchni 340,68 km². W 2011 roku gmina liczyła 918 mieszkańców.